# Vidal Ramos
Vidal Ramos är en kommun i Brasilien.   Den ligger i delstaten Santa Catarina, i den södra delen av landet, 1 300 km söder om huvudstaden Brasília. Antalet invånare är 6 293.
I omgivningarna runt Vidal Ramos växer i huvudsak städsegrön lövskog. Runt Vidal Ramos är det glesbefolkat, med 10 invånare per kvadratkilometer.